# Oreophrynella dendronastes
Oreophrynella dendronastes é uma espécie de anfíbio anuro da família Bufonidae. Está presente na Guiana. A UICN classificou-a como deficiente de dados.